# Onze-Lieve-Vrouw Onbevlekt Ontvangenkerk (Hansweert)
De Onze-Lieve-Vrouw Onbevlekt Ontvangenkerk is een rooms-katholieke kerk aan de Kerklaan 9 in Hansweert.
De kerk werd in 1870-1871 gebouwd. Architect Theo Asseler ontwierp een zaalkerk in neoromaanse stijl. Boven de hoofdingang staat de toren met vier geledingen. De spits werd in 1940 bij oorlogshandelingen verwoest, waarna er een klein tentdak op de toren werd geplaatst.
De kerk beschikt nog over de oorspronkelijke kruiswegstaties. Het eenklaviers orgel werd in 1916 gemaakt door orgelbouwer J.M.H. Giesen uit Goes.
De kerk werd tot zondag 19 februari 2023 gebruikt door de "Parochie Oost-Zuid Beveland", en is daarna gesloten.

## Bron
- Reliwiki